# Mary Romero
María del Carmen Romero Molina (nacida el 1 de agosto de 1985) es una boxeadora profesional española que ha ostentado el título supergallo femenino europeo desde 2020.

## Vida personal
Nacida en Puerto Lumbreras el 1 de agosto de 1985, Romero ha estado involucrada en los deportes de combate desde temprana edad, practicando Kung Fu, kickboxing y Muay Thai antes de ingresar a un ring de boxeo a los 20 años. Romero, madre de dos niños, trabaja como guardia de seguridad y enseña deportes de combate a niños.

## Carrera profesional
Romero sufrió una derrota en su debut profesional, perdiendo por decisión unánime (UD) en seis asaltos ante Melania Sorroche el 22 de noviembre de 2015, en el Pavelló d'Esports El Pujolet en Manresa, España.
Después de compilar un récord de 3-2 (0 KO), derrotó a Jessica Sánchez a través de UD el 15 de junio de 2019, capturando el título vacante de peso súper gallo español femenino en la Plaza Adolfo Suárez en Alcantarilla, España.
Dos peleas después se enfrentó a Ivanka Ivanova por el título europeo femenino de peso supergallo, el 18 de enero de 2020, en el Centro Multiusos El Esparragal de Puerto Lumbreras. Después de completarse el combate a diez asaltos, Romero fue declarada ganadora mediante UD y con los tres jueces puntuando el combate 100-90.

## Registro de boxeo profesional
| N.º | Resultado | Registro | Adversario           | Escribe | Tiempo redondo | Fecha                    | Ubicación                                                | Notas                                                 |
| --- | --------- | -------- | -------------------- | ------- | -------------- | ------------------------ | -------------------------------------------------------- | ----------------------------------------------------- |
| 8   | Victoria  | 6–2      | Ivanka Ivanova       | UD      | 10             | 18 de enero de 2020      | Centro Multiusos El Esparragal, Puerto Lumbreras, España | Ganó la Título femenino europeo de peso supergallo    |
| 7   | Victoria  | 5–2      | Bilgenur Aras        | RTD     | 6 (10), 2:00   | 31 de agosto de 2019     | Hugenottenhalle, Neu-Isenburg, Alemania                  |                                                       |
| 6   | Victoria  | 4–2      | Jessica Sánchez      | UD      | 8              | 15 de junio de 2019      | Plaza Adolfo Suárez, Alcantarilla, España                | Ganó el título vacante de supergallo español femenino |
| 5   | Victoria  | 3–2      | Enerolisa de León    | PTS     | 6              | 9 de febrero de 2019     | Club Saga Heredia, Málaga, España                        |                                                       |
| 4   | Victoria  | 2–2      | Lynn Harvey          | PTS     | 6              | 5 de noviembre de 2016   | Estadio Nacional, Dublín, Irlanda                        |                                                       |
| 3   | Derrota   | 1–2      | Tatyana Zrazhevskaya | UD      | 6              | 10 de septiembre de 2016 | Event-Hall, ru, Rusia                                    |                                                       |
| 2   | Victoria  | 1–1      | Vanesa Caruso        | UD      | 4              | 27 de mayo de 2016       | Pabellón Príncipe de Asturias, Murcia, España            |                                                       |
| 1   | Derrota   | 0–1      | Melania Sorroche     | UD      | 6              | 22 de noviembre de 2015  | Pavelló d'Esports El Pujolet, Manresa, España            |                                                       |